# Петухов, Александр Иосифович

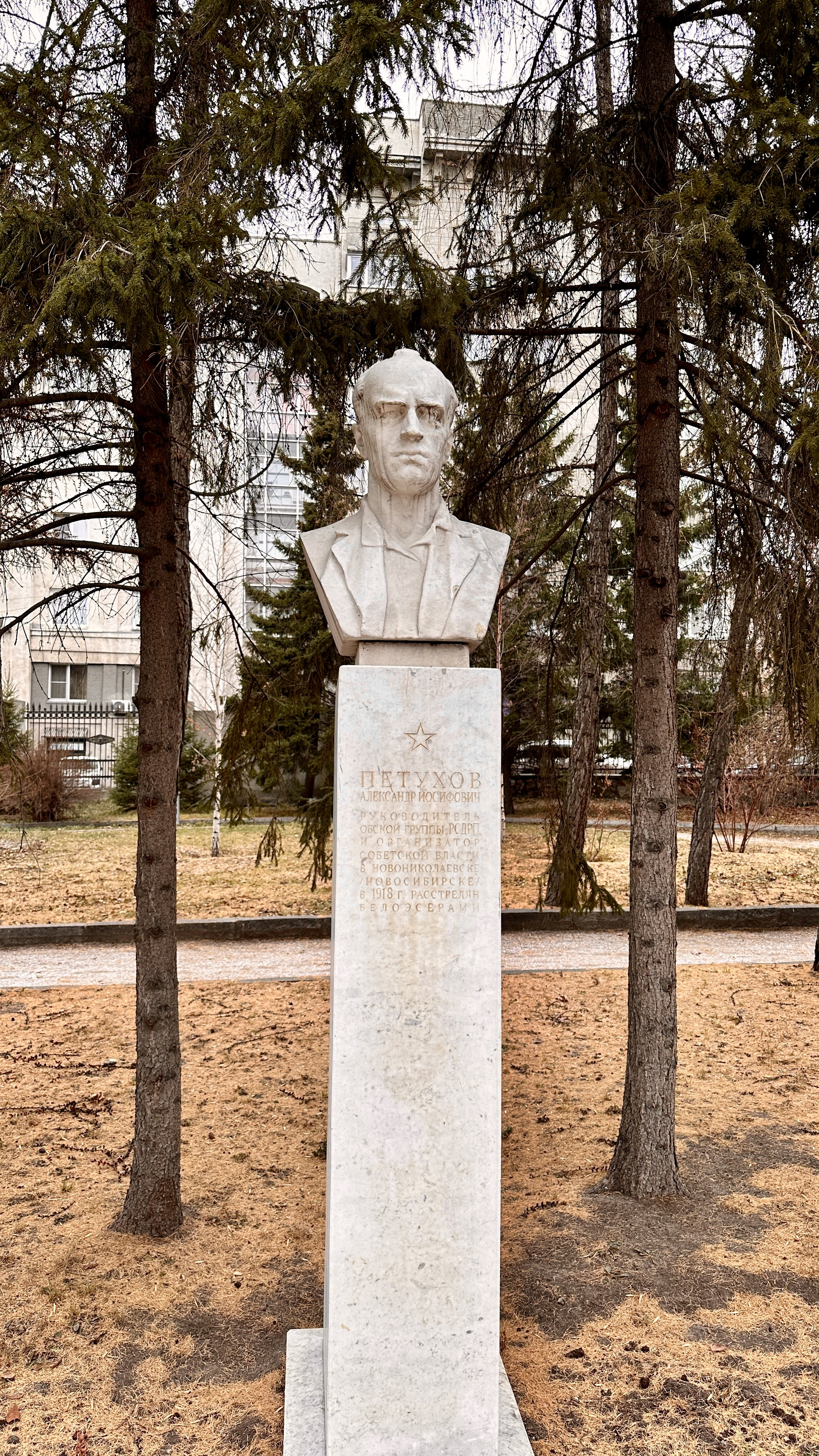
Бюст в Новосибирске

Алекса́ндр Ио́сифович Петухо́в (1886, Усть-Каменогорск, Семипалатинская область — 4 июня 1918, Ново-Николаевск, Томская губерния) — Участник Гражданской войны, революционер, большевик, борец за установление Советской власти в Сибири.

## Биография
Родился в Усть-Каменогорске в 1886 году. Детство и юность провел в Томске. Здесь окончил реальное училище и поступил учиться в технологический институт. Под влиянием революционных событий в 1906 году вступает в РСДРП. По заданию Томского комитета партии вел революционную агитацию среди железнодорожников станции Тайга и шахтеров Анжерки. В этом же году выехал в Ново-Николаевск, где женился на Александре Репиной, младшей сестре Евдокии Ковальчук. По решению обской группы РСДРП вступил в профсоюз служащих магазинов и лавок в «Обществе приказчиков», чтобы вести революционную пропаганду среди работников торговли. С 1909 года был членом правления этого профсоюза.
В годы Первой Мировой войны призывается в армию. В 1916 году возвращается в Ново-Николаевск.
После Февральской революции избирается в народное собрание Ново-Николаевска, в котором возглавлял фракцию большевиков. Часто выступал на митингах перед рабочими заводов и фабрик, где агитировал за переход власти в руки Советов. Избирается также депутатом в Ново-Николаевский совет рабочих, солдатских и крестьянских депутатов. Входил в число большевиков — членов Ново-Николаевского исполкома.
14 декабря 1917 года отряд красногвардейцев под командованием Петухова явился в здание Городской управы, сотрудникам которой было заявлено о роспуске управы и городского Народного собрания и переходе власти в руки Совета. 23 января 1918 года на заседании Совета утвержден председателем революционного трибунала и избран заместителем председателя уездного исполкома. Советская власть в городе продержалась до мая 1918 года.
В ночь с 25 по 26 мая 1918 года в Ново-Николаевске произошло свержение советской власти. Накануне восстания из Омска была получена телеграмма с предупреждением о готовящемся мятеже. Однако 26 мая большевики собрались на очередное заседание в Доме революции (ныне театр «Красный факел»), где обсуждали текущие вопросы. На этом заседании большевики-члены Совета, в том числе и А. Петухов, были арестованы и 4 июня расстреляны. Их тела были обнаружены только после восстановления в городе Советской власти.

## Память
- Поначалу Петухов был захоронен на старом городском кладбище. Но в 1957 году прах большевиков перенесен в сквер Героев революции на площади Ленина. Там же установлен бюст Петухова[1].
- Его именем названа улица, являющаяся одной из главных магистралей левобережной части Новосибирска.